# 双三日月双丸塔
双三日月双丸塔（そうみかづきそうまるとう、Bilunabirotunda）とは、91番目のジョンソンの立体である。
ジョンソンの立体の多くは、正多面体や半正多面体の全部あるいは一部を切り貼りすることによって作ることのできるものであるが、そのような操作によって構成することのできない立体が8つ含まれていて、双三日月双丸塔はその1つである。

双三日月双丸塔のフル回転、15度毎の写真。

## 性質
- 二面角: 63.435度(5-5),　100.812度(3-5),　110.905度(3-4),　142.623度(3-5),　159.095度(3-4)
- 正多面体である立方体と正十二面体とを組み合わせた3種類によって空間充填することができる。そのときの構成比は 3:1:1 である。

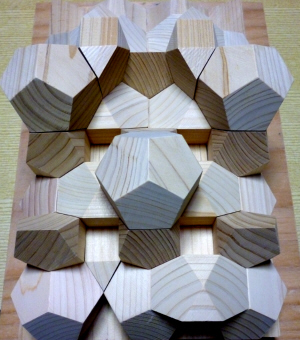
双三日月双丸塔、立方体、正十二面体による空間充填。